# Мукоація
Мукоація (Mycoacia) — рід грибів родини Meruliaceae. Назва вперше опублікована 1931 року.

## Поширення та середовище існування
В Україні зростає мукоація темно-бура (Mycoacia fuscoatra).

## Гелерея

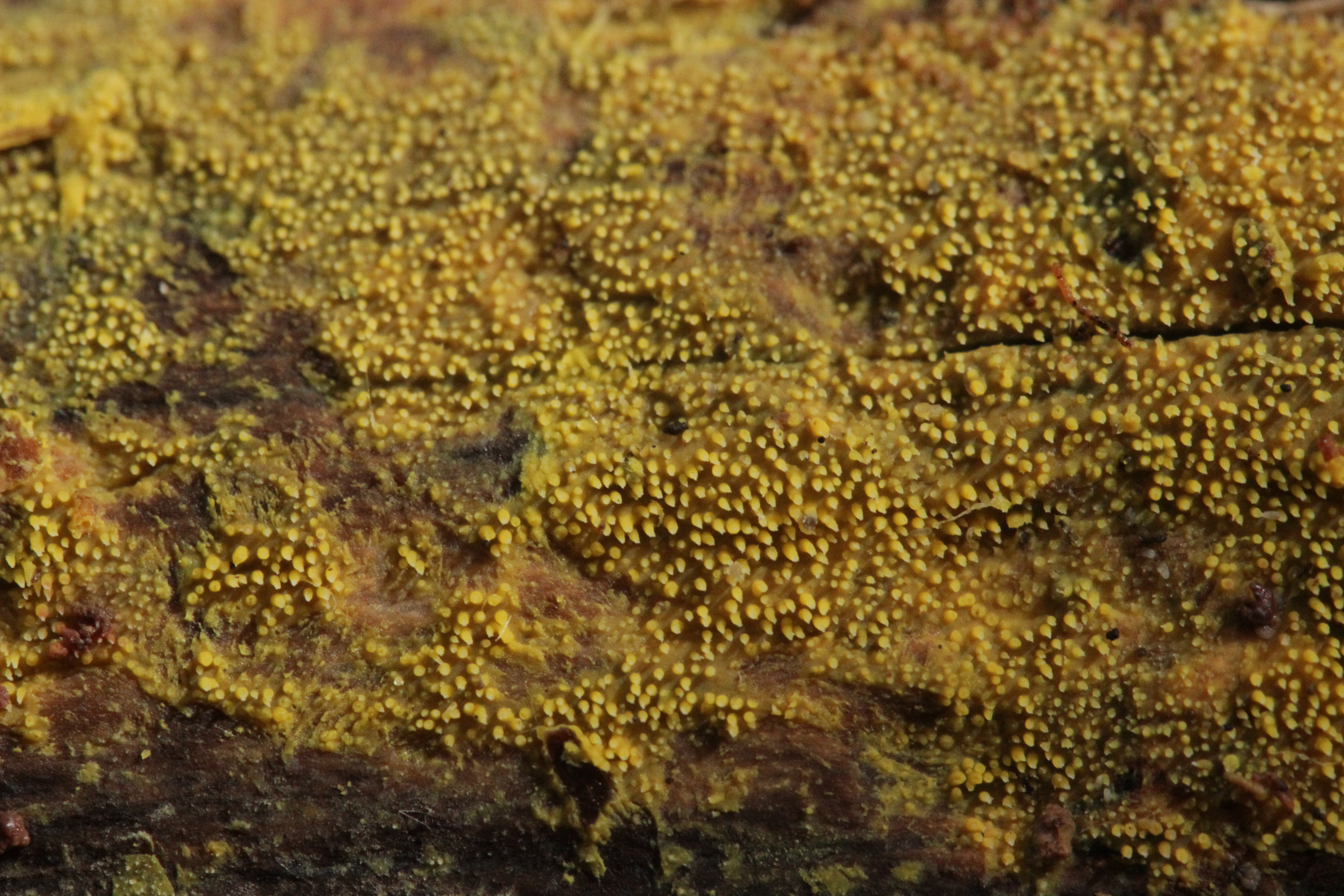
Mycoacia uda
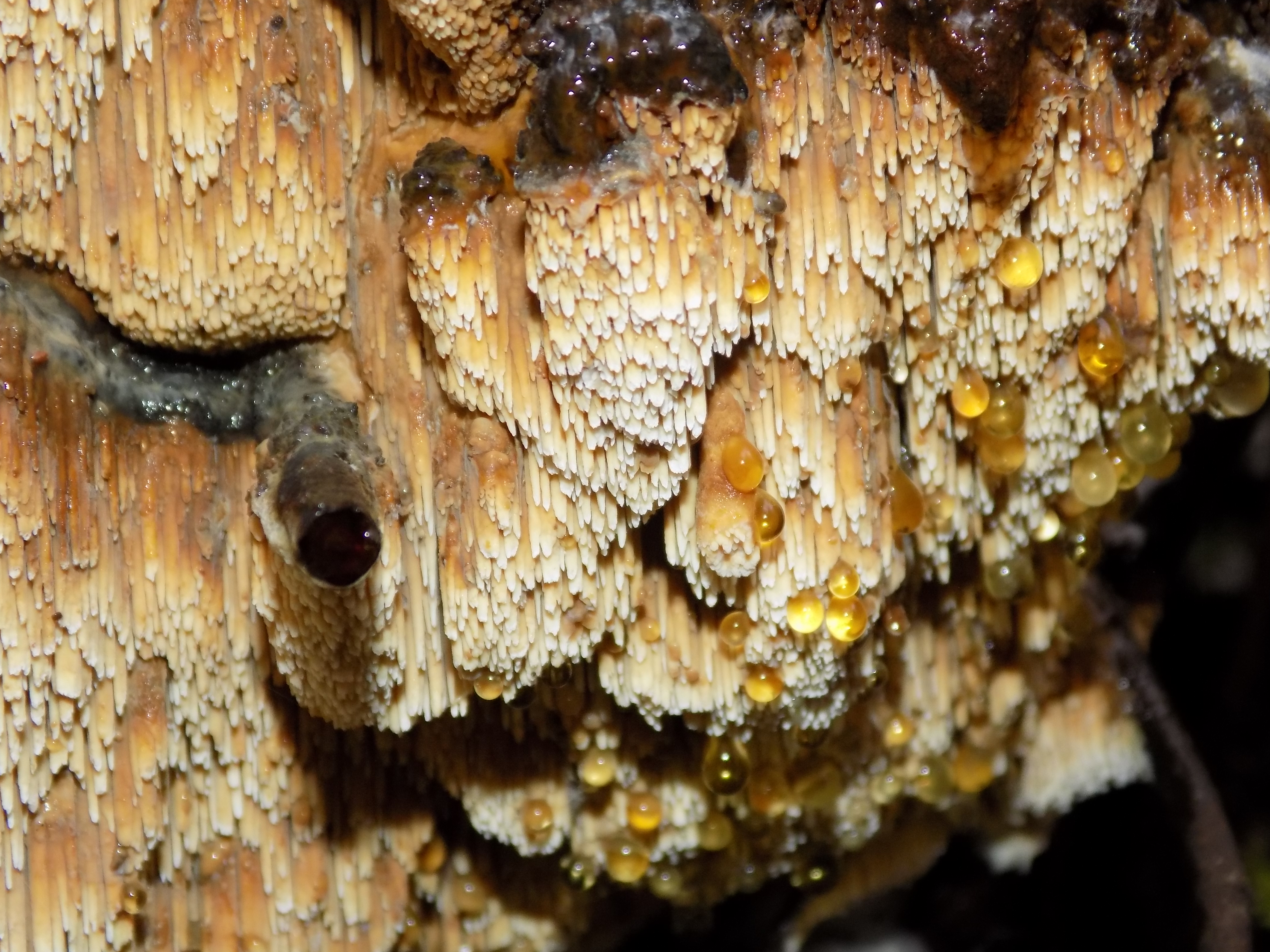
Mycoacia nothofagi